# ゴボウ
ゴボウ（牛蒡、英: Burdock、学名：Arctium lappa）は、ユーラシア大陸原産のキク科ゴボウ属の多年草である。野菜・根菜の一種として食用にされる。大阪弁では「ごんぼ」と呼ぶ。
リンネの『植物の種』（1753年）で記載された植物の一つである。

## 特徴
ヨーロッパ、ヒマラヤ、中国など、中国東北部からヨーロッパにかけて分布する二年生の草本である。日本列島では北海道の一部にのみ野生品が見られる。アジア・ヨーロッパの原産と考えられており、日本へは平安時代に中国から薬草として伝わったとも言われる。世界各地に自生しているが、日本では根を食用にするため、品種改良を行って様々な品種を栽培している。外国産植物の中で、日本で作物化された唯一の例とされている。
ゴボウは北海道を除く日本列島には自生していないが、縄文時代の遺跡からは、炭化していない栽培種のゴボウの種子が出土するなど、植物遺存体として確認されており、縄文時代早期から晩期を通じて栽培されていたことが明らかになっている。日本における文献上の最古の記載は、平安時代中期の『新撰字鏡』に見られる。この頃はまだ野菜として栽培されるのではなく、薬用であったと考えられる。平安末期からは食物・野菜としての記述が見られるようになる。
中国の文献におけるゴボウの初出は、3-4世紀に作られたとされる『名医別録』で「悪実」とされ、薬用だった。作物としての「牛蒡」の名前が現れるのは、唐代の歳時記『四時纂要』からである。北宋時代の『農書』には栽培食用作物として「牛蒡」が記載された。
茎の高さは1メートル (m) ほど、主根の長さは品種にもよるが50センチメートル (cm) - 1 mほどある。葉は表側が緑色で、裏側は白っぽくなる。花期は6 - 7月。紫色のアザミに似た総苞にトゲのある花を咲かせる。
- 花
- 果実
- 日本ではゴボウの根を食用にする。
- 『成形図説』牛蒡

## 品種
大別すると長根種と短根種がある。関東地方では耕土が深いため、滝野川ゴボウに代表される根が細くて長い長根種が主流で、関西地方では一般に耕土が浅いため、堀川ゴボウに代表される太くて短い短根種が主流である。また根を食用とせず、葉ゴボウとして葉を食用にする根が肥大しない越前白茎種などがある。栽培の主流となっているのは長根種の滝野川ゴボウとその改良種であり、収穫時には直径3 cm、長さは1 m前後に成長する。なお、中には「博多新ゴボウ」のように水田で栽培されるゴボウも存在する。なお、ゴボウを含むキク科作物は花の性質上F1品種がないので、すべて固定種である。
滝野川ゴボウ江戸時代初期から江戸近郊の滝野川（現在の東京都北区）付近で栽培されるゴボウ。長さ約1 m、直径2 - 3 cmで細長く、鬆（す）が入りにくい。江戸時代に品種改良された長根種で、この種が多くの品種の元になっている。
堀川ごぼう現代の京都市左京区の堀川付近で栽培されるゴボウ。京野菜の一つで、一般のゴボウを一度掘り起こしてから、再び植え付けるという特殊な栽培方法で育てたもので、直径5 - 6 cmと太くて短く、数本に枝分かれして、表面はひび割れて内部に空洞ができるのが特徴。筒切りした空洞部分に肉などを詰めた料理などに使われる。
村山早生ゴボウ長野県で栽培されるゴボウ。信州の伝統野菜の一つ。白っぽくアクが少ない。
高山ゴボウ大阪府豊能町高山地区で江戸時代から栽培されるゴボウ。なにわの伝統野菜の一つ。黒っぽく香りが強く、筋がなく柔らかい。
大浦ゴボウ千葉県匝瑳市大浦地区で栽培される伝統種のゴボウ。大浦太ゴボウは、長さ60 - 100 cm、直径約10 cmと太く、断面内部に空洞ができたところに詰め物をした煮込み料理に使われる。肉質はやわらかくて香りがよい。江戸時代から成田山新勝寺に奉納され、現在も献上用に契約栽培される。
梅田ゴボウ埼玉県などでごく少量生産されている太い品種。根皮がゴツゴツした質感であるが、肉質は軟らかく香りが良い。
明治ごんぼう岡山県井原市芳井町明治地区の特産。高原地帯の粘土質の土壌で栽培される。「明治ごんぼう」は地域団体商標（地域ブランド）に登録されている。長さ70～80センチメートル、直径4センチメートル以上と大きく育つため収穫は重機の補助を用いるほどだが、繊維がきめ細かくて軟らかく、香りが良い。約40戸の農家が80トン程度を生産しており、2017年に大手スーパーマーケットや農協と「明治ごんぼう振興協議会」を設立している。
葉ゴボウ根は短く、若い茎と葉を食べる品種。密植して軟白栽培される。代表的なものに福井県春江町の越前白茎や大阪府八尾市の八尾若ゴボウがあり、関東地方にはほとんど出回らない。1月から4月ごろに出回り、油炒め、酢味噌和え、天ぷらなどにして食べられる。

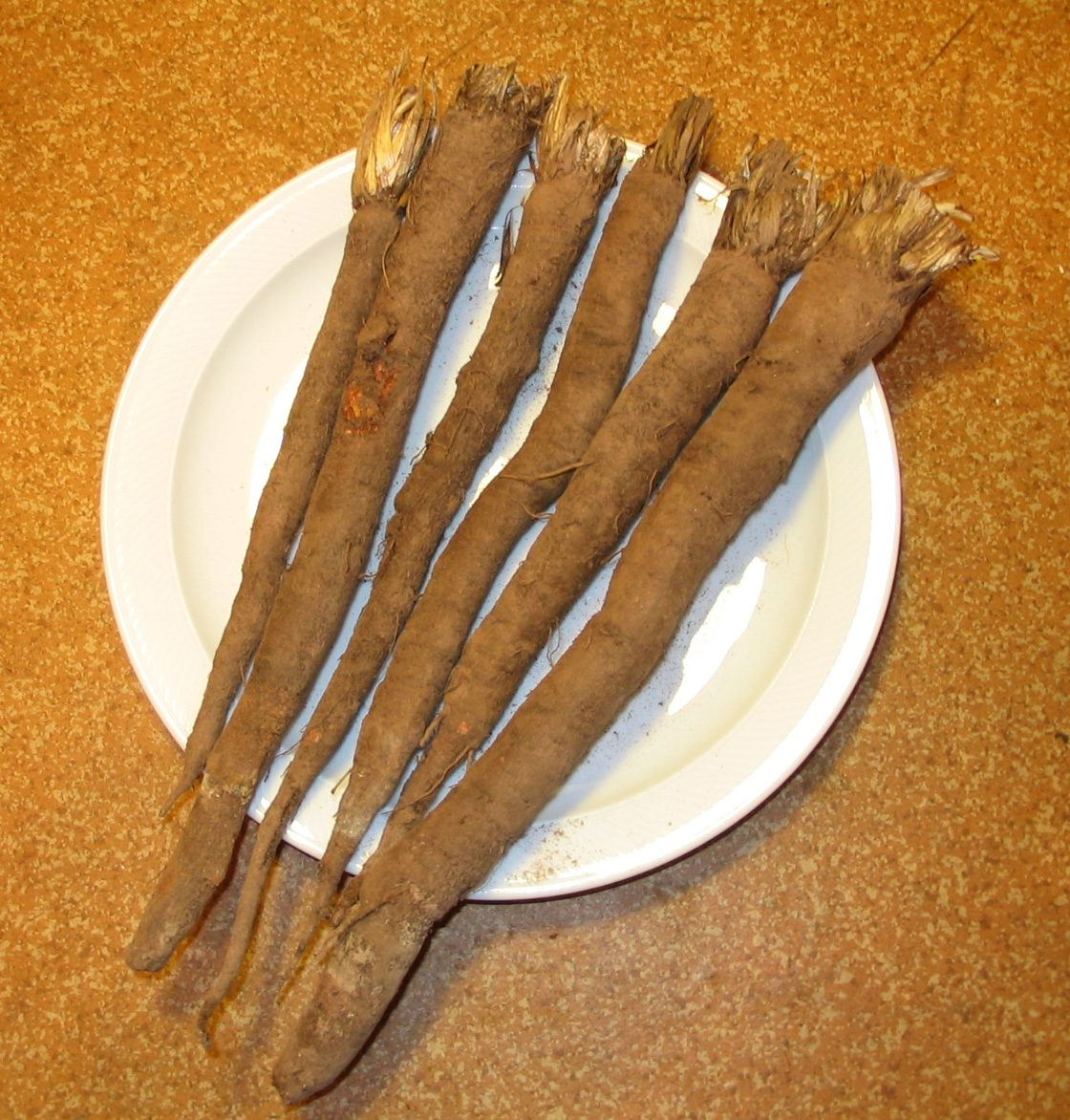
キクゴボウ（菊牛蒡）とも呼ばれているキバナバラモンジン。

なお、同じキク科のオニアザミ（アザミ属）の根もゴボウの根に似ていることから、俗称で「山ゴボウ」と呼ばれ、長野県、東北地方、北海道で生産され、漬物にして市販されている。同キク科のキバナバラモンジン（フタナミソウ属）はキクゴボウ（西洋黒ゴボウ）という名前でヨーロッパで根菜として食されることがある。

## 栽培
原産地は日本よりも気温が低い地域で、根部の耐寒性は強く、地上部が枯れても根は変質しない。発芽適温は20 - 25度、生育適温は20 - 27度とやや高めである。栽培には深い耕土の畑が必要で、太い直根が発達して細かいひげ根もたくさん生える。ゴボウは連作障害の影響を非常に受けやすく、キク科作物（ゴボウ・レタス・シュンギクなど）をふつう4 - 5年ほど作っていない水はけのよい畑で栽培する。他の科の作物との輪作を取り入れるとよい。種子は乾燥していて種皮がかたいため、水分が少なく温度が低い環境下では発芽しにくい。発芽は遅いほうで光を必要とすることから、水分がたっぷり含まれた土壌に種を播いたら、ごく薄く覆土して鍬でしっかりと鎮圧して土と種を密着させる。ゴボウは一定の大きさで低温に遭うと薹立ち（トウ立ち）する性質があり、薹立ちを避けて秋遅くに蒔くが、低温の影響を受けて発芽しにくくなるのでトンネル栽培などの対策をするとよいとされる。春蒔きにすれば薹立ちのリスクは低く、一般的な作型に向いている。栽培期間は3か月から6か月とかなり幅があり、根長30 cmのサラダゴボウなど早生短形のゴボウでは3か月で収穫できる。家庭では、種まき後100日ほどで収穫できる極早生種や小型種が作りやすい。
ゴボウ作りは畑選びが重要で、地下水位が低い水はけの良い土壌が必要である。できるだけ早く完熟堆肥をすき込んで混和してから、苦土石灰を種まき7日前までに混和して深く耕し、高さ30 cmほどの高畝を立てる。播種は筋まきと点まきによる方法があり、筋まきなら1 mあたり100粒ほど、点まきなら株間10 - 15 cmごとに1か所5粒ほどまく。種を播くタイミングは、降雨か灌水して数日後に、畑の保水状態を確認して種を播く。ゴボウの生長スピードは遅く、種まき後1か月ほどで本葉3枚、2か月後に本葉6枚のときに間引きして追肥も行い、最終的に株間10 - 15 cmになるようにする。ゴボウは先に根が下へ向かって生長し、その後に葉が茂って次に根が肥大する。
代表的な品種である滝野川ゴボウの場合、春まき（2 - 4月）の場合は10月以降が収穫期で、秋には若いゴボウがとれ始め、翌年の3月まで収穫が楽しめる。秋まき（10 - 11月）の場合では、翌年6月以降7月までが収穫期となる。根は最大90 cm以上になるが、早生系では70 cm以下が目安となる。収穫はそのまま引き抜けないため、根を傷つけないように根のわきを掘り、根元を持ってまっすぐ上に引き抜く。

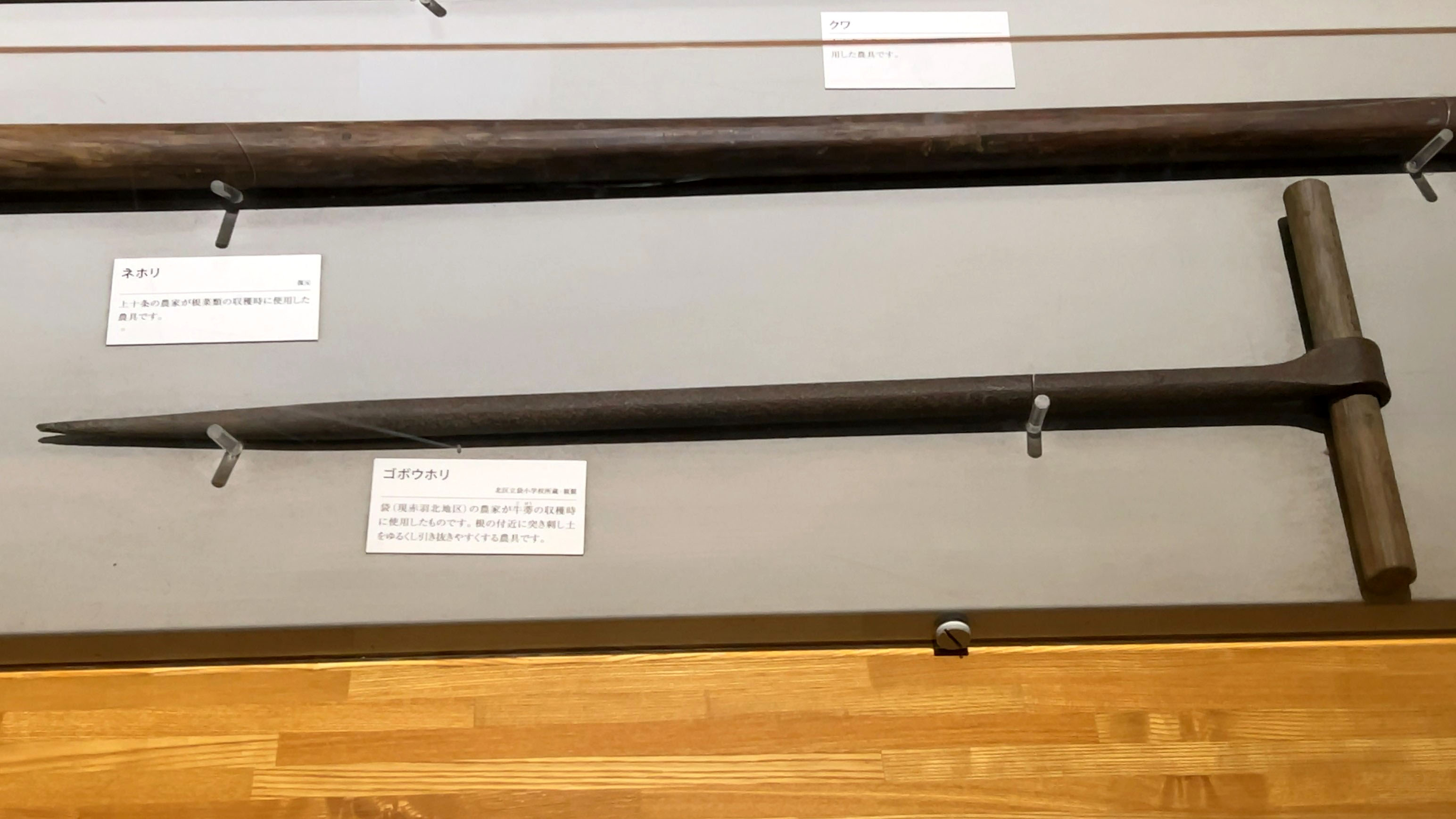
ゴボウホリ。根の周囲をこれで突き掘って抜きやすくする。

病虫害に、葉の中にマメハモグリバエが発生しやすく葉を食害する。発芽初期に地上部が食害されていたら、ネキリムシ（カブラヤガの幼虫）やコガネムシをがいる可能性があるので、探して取り除くなどする。葉にアブラムシがつく場合もあるが、雨で自然に落ちるので問題はない。連作を行うと、ネグサレセンチュウなどが土中に増えることが原因で、長期間畑に置いておくと根の表皮が黒ずんできて、時間が経つごとにひどくなる。

## 利用
ゴボウを野菜として利用する最大の生産者かつ消費者は日本人であり、台湾やハワイの市場でも見ることができる。中国、オランダ、ドイツ、フランス、台湾において、過去に野菜として栽培・食用の実績があるが現在は行われていない。オランダにはシーボルトを通じて日本から伝わり、さらにオランダからドイツ、フランスに伝わったが、いずれも現在はほとんど利用されていない。中国では現在も薬用として利用され、また山東省の一部では日本への輸出用として栽培されている。
朝鮮半島では食用にされ、韓国ではスーパーマーケットや市場で普通に販売されており、料理本にもレシピがある。全羅道にはゴボウの葉や根を使った郷土料理がある
欧米では民間薬（ハーブ）として利用されている。西洋で食用にされる「西洋ゴボウ（サルシファイ、バラモンジン）」はキク科ゴボウ属ではなくキク科バラモンジン属の根菜である。

### 食用
日本では根を食用にし、ゴボウが持つ独特の香りや歯触りが好まれて、伝統野菜として親しまれている。旬は初冬（11月 - 1月ころ）で、新ゴボウの旬は初夏（6 - 7月）となる。春から初夏出回る「新ごぼう」は、冬のゴボウより一回り小さくて色が薄い茶色のゴボウで、食感は軟らかく、香りも良い。
根はまっすぐでひげ根が少なく、太さは均一で、握ったときにしっかりした弾力があるものが良品とされ、育ちすぎや鮮度が落ちていると断面の中心に空洞が入り、切ってみると中がスカスカな状態（いわゆる鬆が入るという）になっていることがある。
保存方法は、ゴボウを泥つきのまま乾燥しないように湿らせた新聞紙などで包んで、日の当たらない風通しの良いところで根元を下にして立てておくと日持ちする。洗いゴボウや新ゴボウの場合では、乾燥しないようにラップなどで包んで、冷蔵庫に保存する。切った生のゴボウを長期保存しておくと鬆が入りやすく、風味も落ちてしまうため、調理で使い切れなかったゴボウを旨味を保ちながら保存するときは、茹でて食用油で絡めて保存容器で冷蔵庫に入れておくと5 - 6日ほどは保存が利く。
また、一般的にゴボウは根を肥大化させるため葉や茎に栄養が回らないようにし花を付ける前に収穫するが、あえて柔らかく若い葉や茎を細く短い根と一緒に丸ごと食べる「若ごぼう」という郷土野菜が存在する。
西洋では同じキク科のアーティチョークのように未成熟な花托を食す場合もあり、根よりも葉や茎や花の方が主な可食部として扱われている。

### 調理法

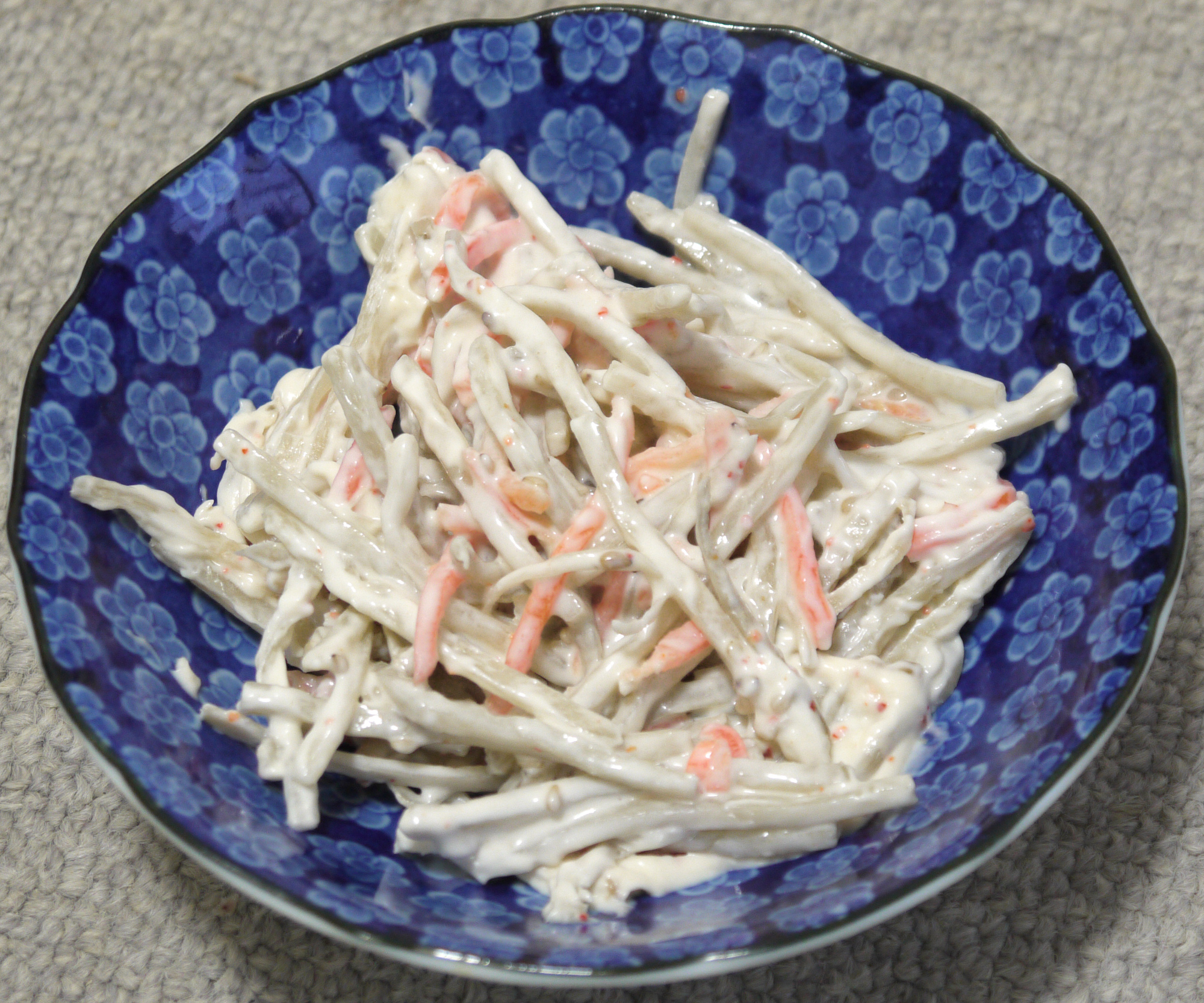
日本のゴボウサラダ

ゴボウの香りや旨味は根皮の部分に多く含まれていて、調理の際は皮を剥かずに泥を洗い落とす程度にして使われる。下拵えは、根を洗ったら、たわしや包丁の背で表面をこそげ落とす程度である。
ゴボウは空気に触れるとポリフェノールの酸化で黒っぽく変色するため、調理の際に切ったらすぐに水に浸けて灰汁（アク）が出るのを抑えるようにする。ただし、長時間水に浸けると、かたくなってしまったり、旨味や香りも一緒に流れ出てしまうため、水にさらす時間は5分から10分程度にする。たたきゴボウやゴボウサラダなど、白く仕上げたい料理で使うときは、アク抜きの水に少量の酢を加えたり、下ゆでの湯に酢を加えたりすると白色に仕上がる。
料理は、きんぴらゴボウやたたきゴボウなどの煮物や、天ぷらのかき揚げなどの揚げ物に使われるほか、細切りにした根を湯がいてサラダにもする。独特の香りが、くせのある食材の旨味を引き立てるのに役立ち、柳川鍋や八幡巻きには欠かせない食材とされる。また菓子につかわれることもあり、代表的なものとして茶道の初釜に使われる菱葩餅がある。

### 栄養素
ゴボウは可食部となる生の根に含まれる水分の割合が約8割と野菜としては少なく、100グラムあたりの炭水化物が15.4グラム (g) とかなり多い野菜である。次にたんぱく質1.8 gが多く、灰分0.9 g、脂質0.1 gと続く。炭水化物は糖質と食物繊維に分けることができる。
食物繊維が可食部100 g中に5.7 gと豊富で、ビタミン類は少ないがミネラル類をバランスよく含むことが特徴で、その他カリウム、マグネシウム、亜鉛などの微量ミネラルも多く含む。
ゴボウの皮にはポリフェノールであるクロロゲン酸が豊富に含まれている。クロロゲン酸は、ゴボウを水にさらしたときに出てくる茶褐色の成分であり、コーヒーにも含まれる。ゴボウを長く水にさらすとクロロゲン酸が失われるので、「皮はむかない」「水にさらさず、すぐ調理する」「大きめにゴロンと切る」ことでクロロゲン酸をより多く摂取できる。クロロゲン酸は酸素と反応すると橙色に変色する。また、こんにゃくの凝固剤として使われている水酸化カルシウム（アルカリ性）と反応すると緑色に変色する。酢水にさらして酸化酵素の働きを抑えたり、クロロゲン酸を取り除けば変色は防げるが、色の成分は無害であるため変色したものを食べても問題はない。
ゴボウは食物繊維のなかでも、特に水溶性食物繊維が豊富であり、イヌリンが水溶性食物繊維の主体を成している。イヌリンは、フルクトース（果糖）の複合体であり、長期保存でフラクトオリゴ糖に変化し甘味が出る。
ゴボウの皮にはサポニン（ポリフェノールの一種）も含まれている。

### 薬用

#### 漢方と民間療法
中国医学（TCM）で使われた長い歴史があり、根、果実、葉などの様々な部分を用いる。果実は漢方薬としては牛蒡子（ごぼうし）と呼ばれる生薬であり、日本薬局方にも収録されている。解毒の作用があると考えられ、消風散、柴胡清肝湯、駆風解毒湯などの方剤に処方される。これら漢方の適応症はすべて、長年の使用に基づくものである。
欧米ではゴボウ（burdock）の根を薬用ハーブとして、ハーブティーなどに用いる。ごぼう油と呼ばれるごぼう根油抽出物は、頭皮のトリートメントとしても使われる。
日本には薬草として中国から伝来した。薬草としては発汗利尿作用のある根を牛旁根（ごぼうこん）と称するほか、浮腫、咽頭痛、解毒に用いる種子を牛旁子（ごぼうし）と称して用いる。民間療法では、乳腺炎に種をそのまま食べるか、煎じる使用法も知られる。ゴボウは熱をとる力が強い薬草で、熱性が強い風邪や咳によいといわれている。湿疹、おでき、腫れ物などの化膿性疾患に、牛蒡子1日量5 - 8グラムを600 ccの水で半量になるまで煎じた煎じ液（水性エキス）を、3回に分けて服用する用法が知られる。風邪・のどの痛み・咳には、牛蒡子1日量2-3グラムを水400 ccで煎じて3回分服する。むくみには、牛蒡子を粉末にして、1日量で3 - 6グラムほどを3回分服する。神経痛、リウマチ、関節炎には、火であぶって軟らかくした生葉を、患部に貼って冷湿布すると痛みを和らげるのに役立つと言われている。夏場に採集して日干し保存しておいた葉は、浴湯料やうがい薬に使うこともでき、浴湯料として使えば湿疹、かぶれに効果があるとし、乾燥葉を煎じた液で1日数回うがいすれば、口内炎、扁桃炎、歯茎の腫れなどの炎症性疾患に効果があるといわれている。

#### 医学的知見
ゴボウの、ヒトを対象にした信頼性の高い研究で、疾病に有効であるという効果は確認されていない。
北米ではゴボウを成分の1つとしたハーブティー（Essiac）が癌に効くとして売られ問題になっている。米国食品医薬品局（FDA）は、エビデンスがない代替医療だとして企業に警告と消費者に注意喚起を行った。
ゴボウは、不溶性食物繊維（セルロース、ヘミセルロース、リグニンなど）を100g中に3.4gと、水溶性食物繊維（イヌリンなど）を2.3g含む。ゴボウの水溶性食物繊維の主体であるイヌリンは、「血糖値の急激な上昇を防ぐ」といわれているが、メタアナリシス（メタ分析）において効果は認められていない。効果があるとする研究で用いられたイヌリンの量10g／日を2ヶ月摂取は、ゴボウ約250g／日に相当し、ごぼう1本の標準的なサイズは150gである。イヌリンの排便に関する研究は、影響ありとなしの両方が存在する。排便回数は増加したが、膨満感、腹鳴、鼓腸の症状スコアは増加したという報告もある。これら排便の研究に用いられたイヌリンの量は5–40g/日である。

#### 食薬区分
食薬区分においては、牛蒡子は医薬品に該当する。ゴボウ根や葉は「医薬品的効能効果を標ぼうしない限り医薬品と判断しない成分本質 (原材料)」（非医薬品）にあたり、医薬品的な効能効果を表示することができない。ただしゴボウ根や葉のように「明らか食品（医薬品に該当しないことが明らかに認識される食品）」であれば効能を表示しても薬機法（旧薬事法）には違反しない。しかし「癌が治る」「血糖値が下がる」「血液を浄化する」といった誇大な医薬品的効果効能表示（店頭や説明会における口頭での説明も含む）を行うと、景品表示法や健康増進法の規制の対象となる
。
ゴボウから抽出したイヌリンとクロロゲン酸を機能性関与成分としたゴボウ茶が、機能性表示食品として届けられている。機能性表示食品とは、国が審査は行わず、事業者が自らの責任において機能性の表示を行うもので、「お通じ（便量）を改善する機能があります」と表示している。機能性のエビデンスには、ごぼう茶企業の資金提供を受け社員も研究者として参加した臨床試験1報を採用した。この試験で用いられたイヌリンは100mg／日、クロロゲン酸は1mg／日と低用量である。

#### 安全性
通常の食品として摂取する場合はおそらく安全であるが、サプリメントなど濃縮物として摂取する場合の安全性に関しては、信頼できる十分な情報は見当たらない。特に妊婦・授乳婦、出血性疾患患者、糖尿病患者は自己判断でのサプリメントの摂取は控えること。
キク科植物に対しアレルギーを有している場合は、アレルギー反応を引き起こす可能性があるため注意が必要である。
特に根オイルの使用により、接触皮膚炎を生じる可能性がある。

## ゴボウが関連する言葉
ごぼう抜きリレー走や駅伝競走などで、後方からほかの選手を一気に抜き去ること、または、多数抜き去ることをごぼう抜きと言うことがある。『広辞苑』第5版には、「（牛蒡を土中から引き抜くように）一気に抜きあげること。」とある。なお、「ごぼう抜き」という言葉には、座り込みなどを行う人物を力ずくで排除するという用法もある。
ごんぼ（牛蒡）掘り青森県の方言に「ごんぼほり」（牛蒡掘り）というのがある。ぐずぐず不平を言って譲らない、酔ってくだを巻く（時に居座る）、強情である、ふてくされる（特に子供）、といった態度（あるいはそのような態度の者）ぐらいの意。秋田県にも同様の言い回しがあり、秋田のローカルヒーロー「超神ネイガー」には「ゴンボホリー」という悪役が登場する。岩手県や宮城県にも同じ方言があり、東北からの入植者も多い北海道でも使われる。
太平洋でごぼうを洗う男女の性交において、女性の膣の締め付けがゆるく、男性の陰茎が細い場合、男女とも十分な満足感が得られないたとえ。
牛蒡剣三十年式銃剣の俗称。
牛蒡積み石垣の工法の1つ。奥行きのある直方体に近い石を短辺面が外側になるように積んでいく工法。名称の由来は石の積み方がゴボウの束を積み重ねたようだから。大洲城、若松城、彦根城、松江城などのものが有名であるが、これらの城に限ったものではなく、戦国時代から近世の石垣で現在まで残っている石垣は、玉石積みを除いたほとんどが牛蒡積みである。

## イベント
毎年2月17日に福井県越前市国中町で、山盛りのゴボウ料理を食べる祭り「惣田正月十七日講（そうでんしょうがつじゅうしちにちこう）」、通称「ごぼう講」が行われる。これは江戸時代から300年続く伝統行事であり、山盛りにした味噌和えのゴボウや丸揚げにしたゴボウ、茶碗に5合分のご飯を高さ約15cmに積み上げた「物相飯（もっそうめし）」等を食べて、豊作と地域の繁栄を願う。

## ゴボウに関連する話

### 太平洋戦争時の捕虜虐待とゴボウ
日本では、太平洋戦争中に捕虜となった連合軍の兵士がゴボウを「木の根」だと思い、木の根を食べることを強要し虐待されたとして、戦後の戦犯裁判で日本人将兵が裁かれたとする話が一般的に広まっている。ゴボウにまつわる食文化の違いがもたらした悲劇的な逸話として、「戦時中、外国人捕虜にゴボウを与えたところ、木の根を食べさせられたと誤解され、戦後にBC級戦犯として虐待の罪で処罰された」というもので、1952年（昭和27年）12月10日に行われた第15回国会参議院法務委員会で法務省保護局長齋藤三郎が行った米国派遣報告では
と述べている。ただし報告の元となった事実は不明である。また、翌1953年（昭和28年）7月2日の参議院厚生委員会では日本社会党の藤原道子が「ごぼうを食べさしたものを木の根を食べさせたのだということで二十五年の禁錮を受けておる」と発言している。これも事実上の根拠はない。これらの話は、新潟県の直江津町（現：上越市）にあった東京俘虜収容所第4分所の所長らが、終戦後、収容されていたオーストラリア人捕虜達から「木の根を食べさせられた」という告発を受け、うち所長を除く8名が横浜裁判で絞首刑となった（直江津捕虜収容所事件）、あるいは長野県下伊那郡天龍村にあった東京俘虜収容所第12分所（満島捕虜収容所）に勤務していた警備員1名が無期懲役の判決となり、その裁判中にゴボウを食べさせたことが虐待として扱われたというもので、相馬暁は1996年の著書の中で「アメリカ人捕虜にゴボウを食べさせたために、昭和21年に、横浜の戦犯裁判で捕虜収容所の関係者が、二人が死刑、三人が終身刑、二人が十後年以上の有期刑の判決を受けた」と述べている。
しかし、実際には、直江津捕虜収容所では、終戦時に捕虜収容人数698人を収容し、収容中の死者は61人、また満島捕虜収容所では、終戦時収容人員308人で、収容中の死者59人という尋常ではない捕虜の処遇が問題とされ、強制労働の内容、虐待や暴力などの処遇、衣食住、衛生と医療、文化的施設などの点において検証され、深刻な状況が報告された。これらの大勢の捕虜の死がゴボウが原因でもなく、またゴボウを食べさせたことで関係者が死刑になったわけではない。また「木の根」を食べさせられたという記述もなく、証言の中に「米、キビ、大麦を 1 人 1 日 300 グラム混ぜたもの。肉は少量。時々、犬、馬などが食べられた。野菜は大根か木のように固いラディッシュがほとんど」として言及されているだけで、ラディッシュを根と訳すのは曲解である。
ヨーロッパやアメリカではパースニップというセリ科の野菜で、ゴボウに似た固めの根菜が食されており、日本でも「アメリカゴボウ」と呼ばれている。